# Hydropsyche binaria
Hydropsyche binaria är en nattsländeart som beskrevs av Wolfram Mey 1996. Hydropsyche binaria ingår i släktet Hydropsyche och familjen ryssjenattsländor. Inga underarter finns listade i Catalogue of Life.